# San Pelayo (Camaleño)
San Pelayo es una localidad del municipio de Camaleño (Cantabria, España). En el año 2023 tenía 16 habitantes (INE). La localidad está ubicada a 390 metros de altitud sobre el nivel del mar, en la margen izquierda del río Deva, y a un kilómetro de la capital municipal, Camaleño. Formó parte del antiguo Concejo de Valdebaró. Hay una ermita muy sencilla.